# Пам'ятай (фільм, 1990)
«Пам'ятай» — художній фільм режисера Володимира Савельєва, відзнятий у 1990 р. у селі Вергуни Хорольського району на Полтавщині, глядачі побачили його у 1991 році. Фільм спільного виробництва кіностудій України, ФРН, Швеції, США. За кінофільм присуджено головний приз в Сан-Ремо (Італія) (у російському прокаті фільм отримав назву «Ізгой»)
Займає 90-94-у позицію у списку 100 найкращих фільмів в історії українського кіно.

## Про фільм
В 1990 році у Вергунах Хорольського району відбулися зйомки художнього фільму «Ізгой» — спільного виробництва кіностудій України, ФРН, Швеції, США. Картина «Ізгой» — про кохання чисте і …трагічне, про долю єврейської родини під час Другої світової війни. Місце і час дії фільму — весна й літо 1941 року, українське село на Полтавщині. Головну роль у фільмі зіграв відомий актор Йоссі Поллак (Ізраїль), у ролях М. Вишнякова, Б. Брондуков, С. Станюта та ін. У масових сценах брали участь жителі села. Для багатьох вергунян зйомки художнього фільму стали важливою подією, бо дали змогу побачити процес створення кіно, споглядати репетиції, спостерігати, як актори «перевтілюються» у своїх героїв і самим взяти учась у зйомках художнього фільму. Деякі епізоди фільму знімали біля та всередині Вергунівської церкви Різдва Христового.

## У ролях
- Йоссі Поллак (Yossi Pollak) — Шимон/Семен
- Маргарита Вишнякова — Бася
- Борислав Брондуков — Гриб
- Микола Сльозка — Безверхий
- Валентинас Масальскіс — Крюгер
- Ярослав Гаврилюк — Смешко
- Арунас Сабонайтіс — Ганс
- Валерій Струков — Бауер
- Стефанія Станюта — Ганка
- Микола Сектименко — капітан
- Володимир Олексієнко — дід
- О. Кравченко — Ляшенко
- Олександр Мілютін — Віл
- Дмитро Наливайчук — Грицько
- Віктор Степаненко — Петро
- Оксана Немчук — наречена
- Володимир Цивінський — наречений
- В епізодах: Леонід Хмель, Ростислав Іврій, Віталій Донськой, Ілля Фвєрман, Владислав Касмч, Борис Болодиревський, Катерина Брондукова, Наталя Гордєєва, Т. Захарова, Зоя Кравченко, Петро Кравченко, М. Міляченко, Галина Нехаєвська, Світлана Орліченко, Анатолій Пєсков, Борис Романов, Петро Філоненко, Валентин Черняк, Дар'я Рашеєва, М. Савельєва, Йосип Найдук (немає в титрах).

## Режисер фільму
Головний режисер фільму — Володимир Савельєв, радянський і український кінорежисер, сценарист, продюсер, актор, Заслужений діяч мистецтв Чуваської АРСР (1971), Народний артист Абхазької АРСР (1975). Він, як актор, знімався в картинах «Сорок хвилин до світанку», «Хочу вірити», в епізодичних ролях фільмів «На зеленій землі моїй», «Мрії збуваються». Як режисер, сценарист чи співавтор створював художні і документальні фільми «Сеспель», «Балада про мужність», «Капітан Фракас», «Спогад» (про В. Висоцького) та багато інших відомих стрічок, що демонструвалися в 117 країнах світу та були нагороджені престижними відзнаками Міжнародних фестивалів у ФРН, Італії, Югославії, Австралії, Мексиці.